# SJ AB
SJ AB — шведская компания, железнодорожный перевозчик — оператор пассажирских поездов. Принадлежит государству. SJ была создана в 2000 году путём выделения активов, связанных с перевозкой пассажиров из состава Statens Järnvägar, в ходе реорганизации последней из правительственного агентства в шесть государственных компаний.

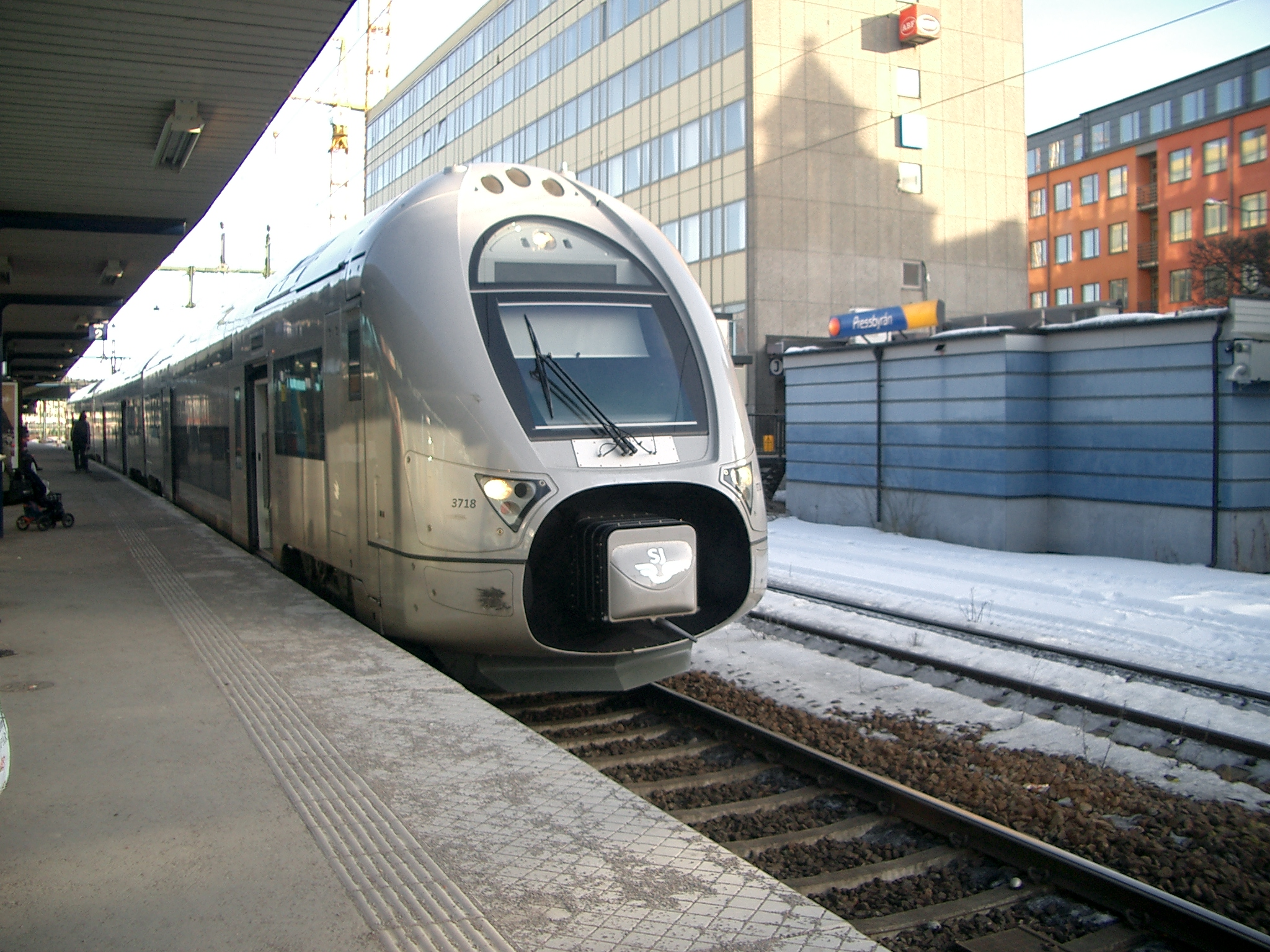
SJ’s Double-Decker X40.

Операции SJ подразделяются на субсидируемые и несубсидируемые услуги. Несубсидируемые услуги монопольны и включают в себя сеть высокоскоростных поездов X 2000. 
Несколько лет после создания SJ получала госдотацию, однако является прибыльной (до 10 %). Все шведские железнодорожные перевозчики, включая SJ, платят взнос за использование инфраструктуры инфраструктурному регулятору Banverket.

## Ссылки

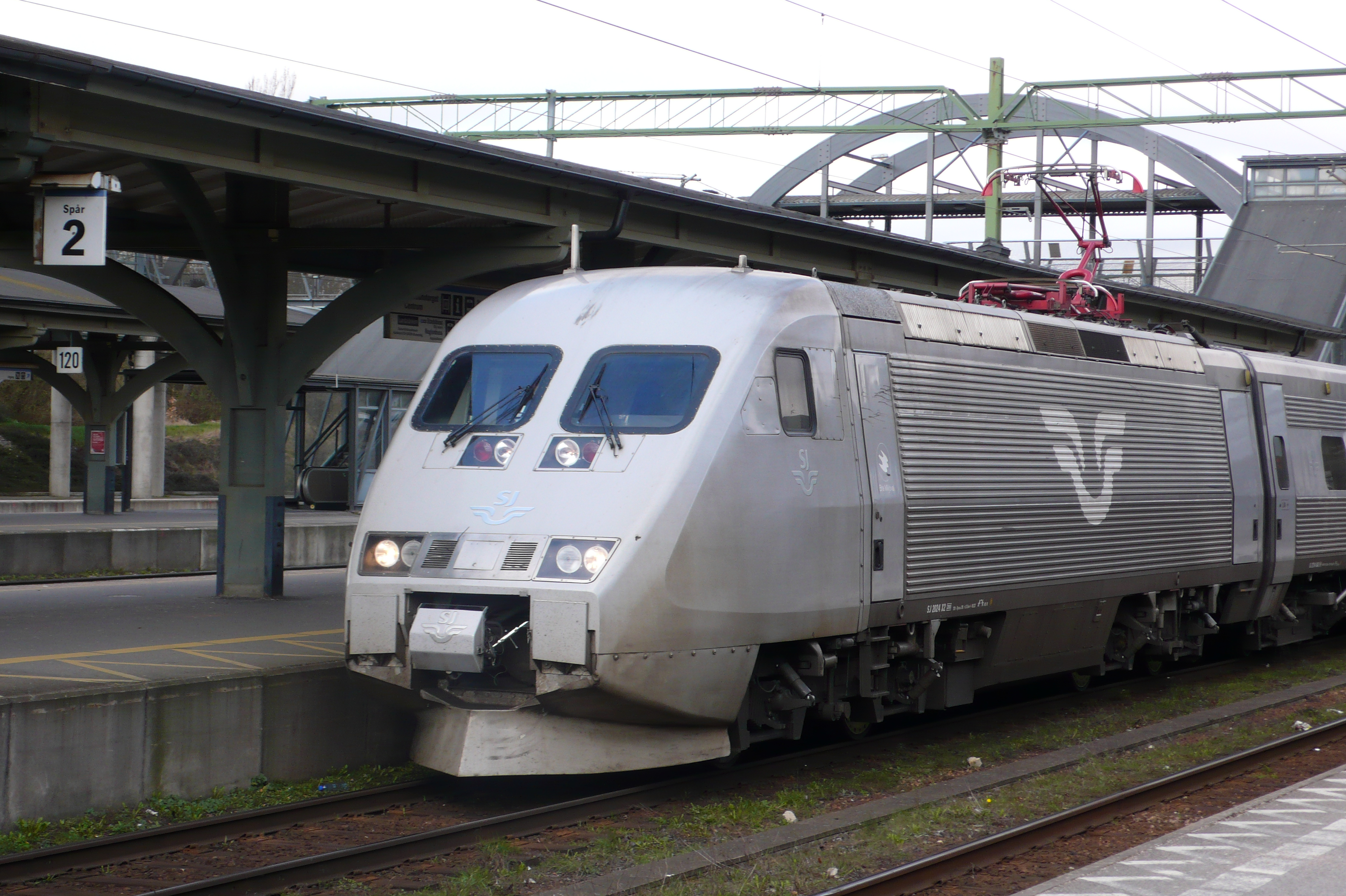
Поезд X2000